# Bazarak
Bazarak (farsi بازارک) és una ciutat de l'Afganistan que des de 2004 és la capital de la província de Panjshir i des de 2005 també del districte de Bazarak. Està formada per sis nuclis: Khanez, Jangalak, Malaspa, Parandeh i Rahmankhil. Hi està enterrat Ahmad Shah Massud, comandant islamista però oposat als talibans, conegut com el "Lleó del Panjshir". La superfície del districte és de 378 km² i la població de 15.595 habitants (2006).